# خاطرة زوج الملكة الحاكمة

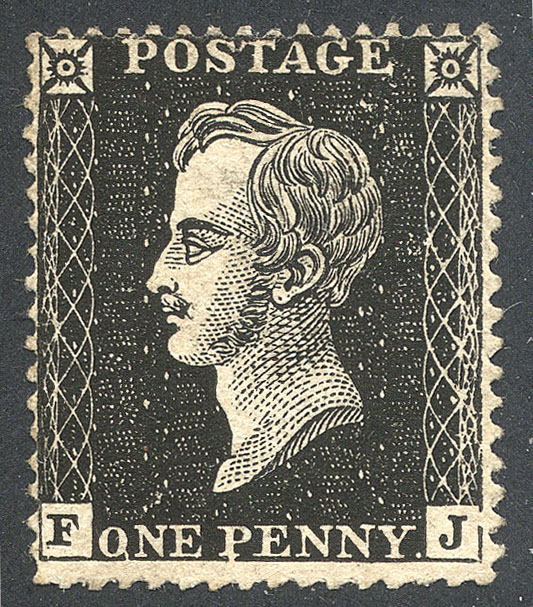
خاطرة الأمير الزوج باللون الأسود.

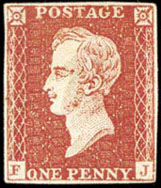
الخاطرة باللون الأحمر البني.

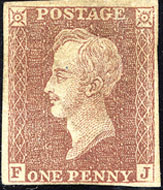
الخاطرة باللون البني.

كانت خاطرة زوج الملكة الحاكمة عبارة عن طابع بريدي مطبوع سطحياً طبع في عام 1851 كمثال على الطوابع السطحية التي اقترح هنري آرتشر طباعتها وثقبها بموجب عقد مع الحكومة البريطانية بسعر أقل من شركة الطباعة الحالية بيركنز بيكون. قام الفنان روبرت إدوارد برانستون بتوفير طوابع الأمير ألبرت ونفذ النقش صمويل ويليام رينولدز.
مع أن الطابع البريدي يُعرف عمومًا باسم الخاطرة إلا أنه لم يكن خاطرة في الحقيقة حيث لم يكن المقصود أبدًا إنتاج طابع بريدي بناءً على التصميم ولم يكن تصميمًا غير معتمد. من الأفضل وصفه بأنه طابع العينة للطابعة أو طابع وهمي.

## خلفية
كانت الخاطرة الأولى تصور الملكة فيكتوريا لكن إدوين هيل حذر رينولدز من صنع أية خواطر تحتوي على صورة الملكة. ولذلك استخدمت صورة الأمير ألبرت بدلا من ذلك. ويُشار إلى أن الطوابع تحتوي على الحرفين "F" و"J" ويعتقد بعض العلماء أنهما الأحرف الأولى من اسم فرديناند جوبيرت الذي صمم أول طابع بريدي بريطاني مطبوع سطحياً وهو طابع الأربعة بنسات الذي طبعه دي لا رو عام 1855 والذي ربما لعب دورًا في إنشاء طابع خاطرة الملك ألبرت (زوج الملكة الحاكمة).

## الإنتاج
قام بطباعة خاطرة زوج الملكة الحاكمة من الإلكتروس المأخوذة من لوحة رئيسية واحدة المكونة من 12 قطعة. حيث تتمتع كل من المواضع الإثني عشر بخصائص فريدة. طبعت الخواطر باللون الأحمر والأحمر البني والأسود والأزرق وذلك في أوراق من 36 ورقة (3 صفوف أفقية من 12) وفي أوراق من 240 وفي أوراق من 252 (21 جزءًا من 12). الخواطر نادرة وهناك ما يقرب من 25 مثالًا مسجلاً مثقوبًا 16 منها بواسطة آرتشر. لكن معظمها غير مثقوبة وهناك مثال واحد لطابع مثقب في المجموعة الملكية للطوابع.

## جمع الخاطرة
تتوفر نسخ غير مثقوبة لهواة جمع الطوابع وعادة ما يبلغ سعرها عدة مئات من الجنيهات الاسترلينية. فهناك ما يقرب من 36 نموذجًا مثقبًا مسجلًا ويقومون ببيعها بأسعار أعلى بكثير. فمن بين 36 نموذج 3 باللون البني وثلاثة باللون الأزرق (أحدثها بيع بسعر 38,080.00 جنيه إسترليني في المزاد) والباقي باللون الأسود.

## روابط خارجية
- ورقة كاملة من مقال الأمير الزوج باللون الأسود. متحف البريد البريطاني والأرشيف مجموعة آر إم فيليبس المجلد. 22.